# Dimethylsuccinylsuccinat
Dimethylsuccinylsuccinat ist ein Schlüsselrohstoff für Chinacridone, einer Stoffgruppe von Hochleistungspigmenten, die sich durch besonders hohe  Beständigkeit gegenüber Licht-, Temperatur-, Witterungs- und Lösungsmitteleinflüssen auszeichnen.

## Vorkommen und Darstellung
Die später als Claisen-Kondensation bezeichnete basenkatalysierte Reaktion von Bernsteinsäuredimethyl-ester (Dimethylsuccinat) zu Dimethylsuccinylsuccinat – hier als Succinylobernsteinsäuredimethyläther bezeichnet –  wurde erstmals im Jahr 1885 beschrieben.
In einem nach heutigen Maßstäben archaischen Verfahren mit granuliertem Natrium in Bernsteinsäure-methylester und einigen Tropfen Methanol wurde nach vierwöchiger Wartezeit reines DMSS in weniger als 50 % Ausbeute erhalten. In den folgenden 100 Jahren konnten Produktverluste durch Nebenreaktionen und bei der Aufarbeitung reduziert und die Ausbeute auf ca. 75 % gesteigert werden.
Eine neuere Variante beschreibt eine Syntheseroute mit Isolierung der Zwischenstufe des Dinatriumsalzes und liefert auch in industriellen Ansätzen Reinausbeuten von ca. 85 %.
Eine Alternativroute über Cyclisierung von 4-Halogenacetessigsäuremethylester – aus Diketen und Chlor mit anschließender Umsetzung des erhaltenen 4-Chloracetoacetylchlorids mit Methanol – zu Dimethylsuccinylsuccinat hat sich nicht durchgesetzt.

## Eigenschaften
Dimethylsuccinylsuccinat ist ein weißes kristallines Pulver, das in Wasser nur sehr wenig löslich ist und sich in Methanol und DMSO löst. Temperaturabhängige Löslichkeiten von DMSS in verschiedenen dipolaren Lösungsmitteln sind beschrieben.

## Anwendungen

### Herstellung von Synthesebausteinen
1,4-Cyclohexandion ist analog der Organic-Syntheses-Vorschrift statt mit dem Ausgangsstoff Diethylsuccinylsuccinat DESS auch mit DMSS zugänglich.
Aus DMSS ist durch Oxidation und Esterhydrolyse 2,5-Dihydroxyterephthalsäure zugänglich
Substituierte 2,5-Dihydroxyterephthalsäuren aus DMSS sind Bausteine für stäbchenförmige flüssigkristalline Polyester mit langen Seitenketten, den so genannten „hairy rod polymers“, die sehr stabile Langmuir-Blodgett-Schichten bilden.
Polykondensation von 2,5-Dihydroxyterephthalsäure mit 2,3,5,6-Tetraaminopyridin erzeugt Polymere, aus denen Fasern mit sehr hohen Zugfestigkeiten gesponnen werden können.

### Synthese von Chinacridon- und Chinacridonchinon-Pigmenten
Die weitaus wichtigste Anwendung von Dimethylsuccinylsuccinat ist als Baustein für die Pigmentgruppe der Chinacridone und Chinacridonchinone.
Im Jahr 1935 veröffentlichte erstmals Hans Liebermann – der 1938 als Jude seine Anstellung an der TH Berlin verlor und sich daraufhin das Leben nahm – die Synthese linearer Chinacridone, ausgehend von auf Dimethylsuccinylsuccinat basierender 2,5-Dianilinoterephthalsäure. Die Farben der damals erhaltenen „Chinakridone“ von gelb über rot bis violett wurden zwar angegeben, deren außergewöhnliche Produkteigenschaften als Pigmente aber nicht erkannt.
In der ersten Stufe der Reaktion zu Chinacridon wird DMSS mit Anilin unter Stickstoff und Säurekatalyse zum Dimethyl-2,5-dianilino-3,6-dihydroterephthalat in praktisch quantitativer Ausbeute umgesetzt. Der Dihydroterephthalsäurediester kann anschließend mit Luftsauerstoff zum Terephthalsäurediester oxidiert werden. In einer Eintopfreaktion erfolgt die Kondensation mit Anilin im Sauren und die folgende Oxidation mit Luft im Alkalischen in Gegenwart von kationischen Tensiden praktisch quantitativ zur 2,5-Dianilinoterephthalsäure.
Dianilinoterephthalsäure wird durch Erhitzen in Gegenwart von wasserentziehenden Mitteln, wie z. B. Polyphosphorsäure in Chinacridon überführt.
Die durch Oxidation des zentralen Benzolrings im Chinacridongerüst, z. B. mittels Kaliumperoxodisulfat,  entstehenden goldgelben bis kastanienbraunen (engl. maroon) Chinacridonchinone
sind auch durch Chlorierung von Dimethylsuccinylsuccinat, Umsetzung des 3,6-Dichlor-1,4-benzochinonderivates mit Anilinen und thermische Cyclisierung zugänglich